# Caupolicán Pardo
Caupolicán Pardo Correa (Santiago, 1869-1933) fue un médico cirujano chileno nacido en Santiago. Es conocido por haber sido fundador del Instituto Nacional del Cáncer.

## Biografía
Nació en Santiago, en el año 1869, hijo de Adolfo Pardo y Domitila Correa. En 1890, a sus 21 años de edad, era ayudante de Víctor Koerner en ginecología y de Raimundo Charlín en cirugía. En 1894 obtuvo el título de médico cirujano y fue ayudante del doctor Murillo, director de la Clínica Universitaria de Obstetricia. En 1900 viajó a Europa para continuar su formación, estudiando con los doctores Simpson en Edimburgo, Pinard en París y Altshausen en Berlín. Representó a Chile en el Congreso de Higiene de París.
Entre sus aportes destacan la introducción en Chile de la anestesia intrarraquídea y del tratamiento con radio del cáncer de cuello uterino.
En 1902 fue nombrado profesor extraordinario y posteriormente en 1905 profesor titular de la Universidad de Chile. En septiembre de ese mismo año fue nombrado profesor de obstetricia. Trabajó con destacados ayudantes como Carlos Monckerber Bravo y Alberto Zúñiga Cuadra, quien posteriormente sería el catedrático de obstetricia.
En 1907 fundó la Clínica Obstétrica de la Universidad de Chile. Fundó el Instituto Nacional del Cáncer, el cual lleva su nombre por los aportes que hizo en salud para el país en la oncología y ginecología. Fue presidente de la Sociedad Médica de Santiago entre 1922 y 1923.
Se casó con Amalia Arancibia Basterrica con quien tuvo cuatro hijos: Olga, María Constanza, Alberto y Adolfo Pardo.
Caupolicán Pardo falleció en 1933, a los 64 años, producto de la tuberculosis que contrajo mientras operaba a un paciente.

## Legado
El doctor Caupolicán Pardo dejó un gran legado social, relacionado especialmente con su vocación al servicio de la comunidad oncológica, destacándose por su visión y sentido de ayuda,  convirtiéndose en un gran ejemplo a seguir en el área de la medicina.
El Instituto Nacional de Cáncer, conocido en su origen como Instituto del Radium, fue fundado el 13 de diciembre de 1930 por Caupolicán Pardo Correa. El edificio en sus inicios se localizaba en el interior del antiguo hospital San Vicente de Paúl, lo que actualmente forma parte del Hospital clínico José Joaquín Aguirre.
El instituto lleva el nombre de Caupolicán Pardo en honor a su fundador y primer director, en reconocimientos al aporte que realizó este personaje a la salud del país.
En el mes de enero de 1980, como consecuencia de la reorganización de los Servicios de Salud, el Instituto del Radium "Dr. Caupolicán Pardo Correa", pasa a formar parte del Hospital Base "San José", como Servicio Clínico de Oncología.
Recientemente, el 4 de julio de 2013, fue homenajeado en la reinauguración del auditorio central del Instituto Nacional del Cáncer, en el cual  se realizaban las docencias para los internos de medicina del Hospital José Joaquín Aguirre en su época , conservando su condición natural. El restaurado salón permitirá reunir a la comunidad en él, y especialmente acoger importantes eventos del área médica, especialmente, de la oncología.
Actualmente el Instituto Nacional del Cáncer se caracteriza por ser un centro público de excelencia y reconocido a nivel de la región metropolitana de Chile.

### Proyección futura
El desarrollo del Instituto Nacional del Cáncer es un hecho trascendental en el área de oncología en Chile, ya que logró darle la importancia que requería el cáncer y sus tratamientos. A través de esto se logró un importante avance en el tratamiento y la prevención del cáncer. En la actualidad están los espacios disponibles para continuar desarrollando mejoras en el tema, a través de seminarios u otro tipo de cursos relacionados con esta área de la medicina.